# Tuđin
Tuđin (en serbe cyrillique : Туђин) est un village de Serbie situé dans la municipalité d’Osečina, district de Kolubara. Au recensement de 2011, il comptait 171 habitants.

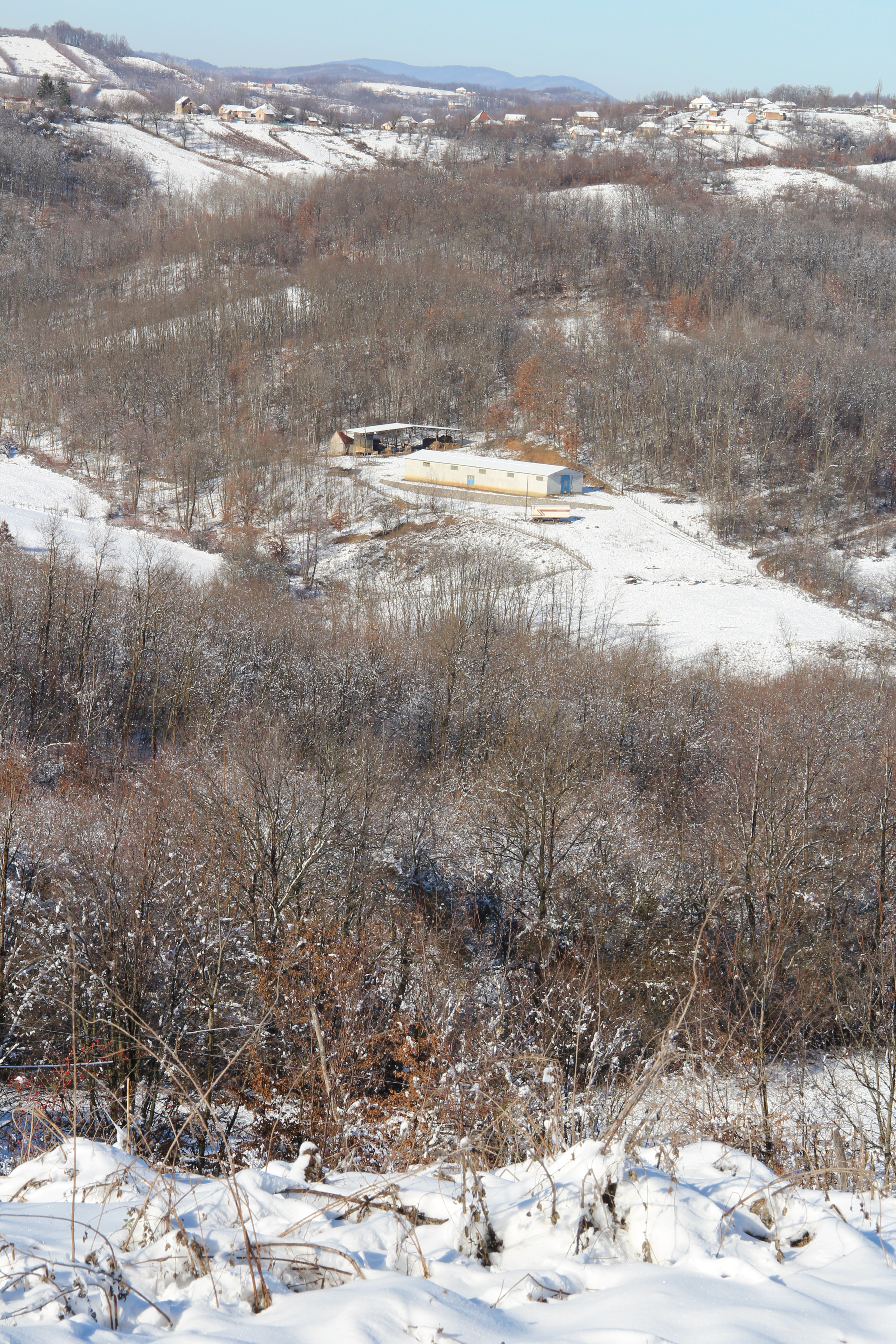
Tudjin - panorama
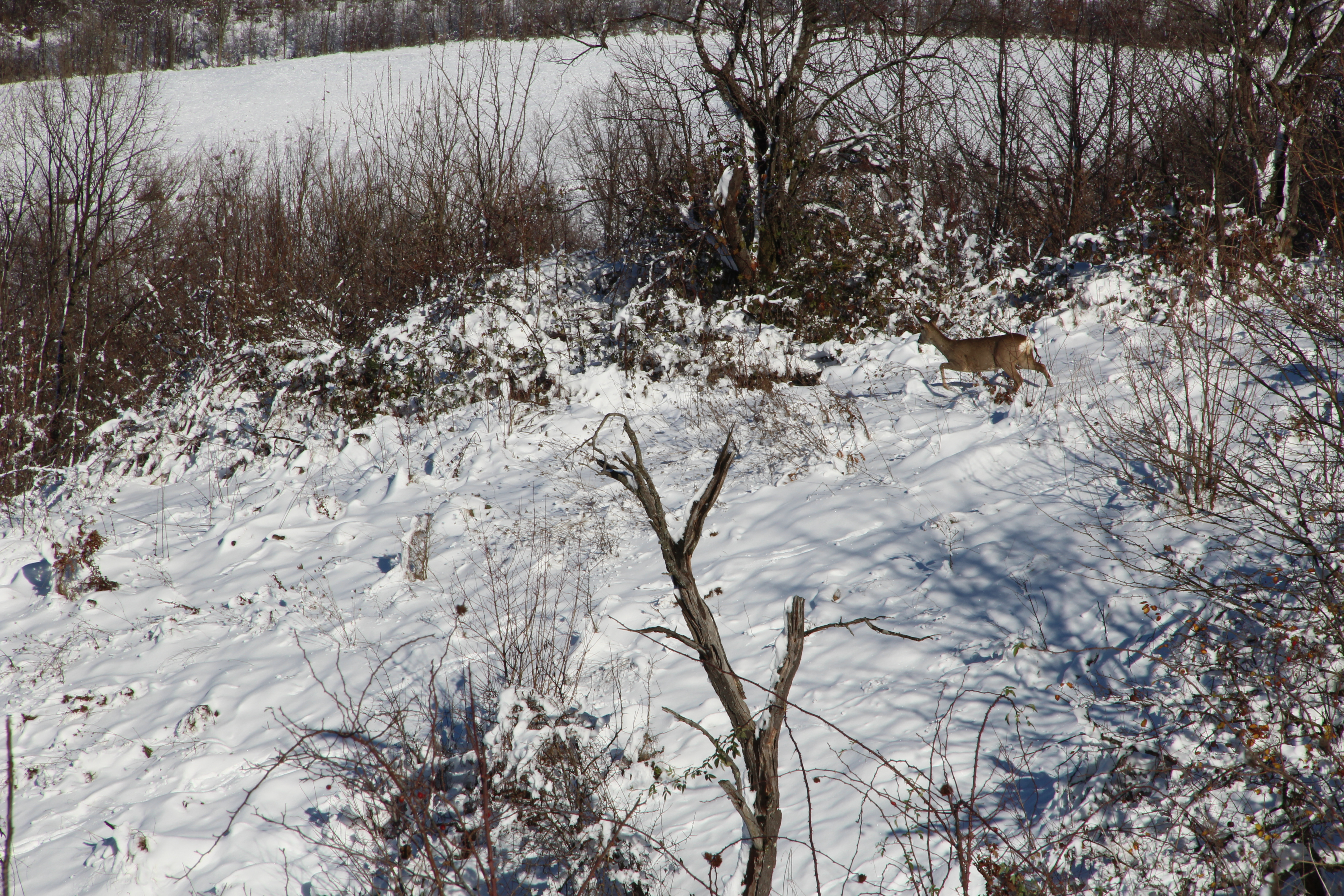
Tudjin - panorama
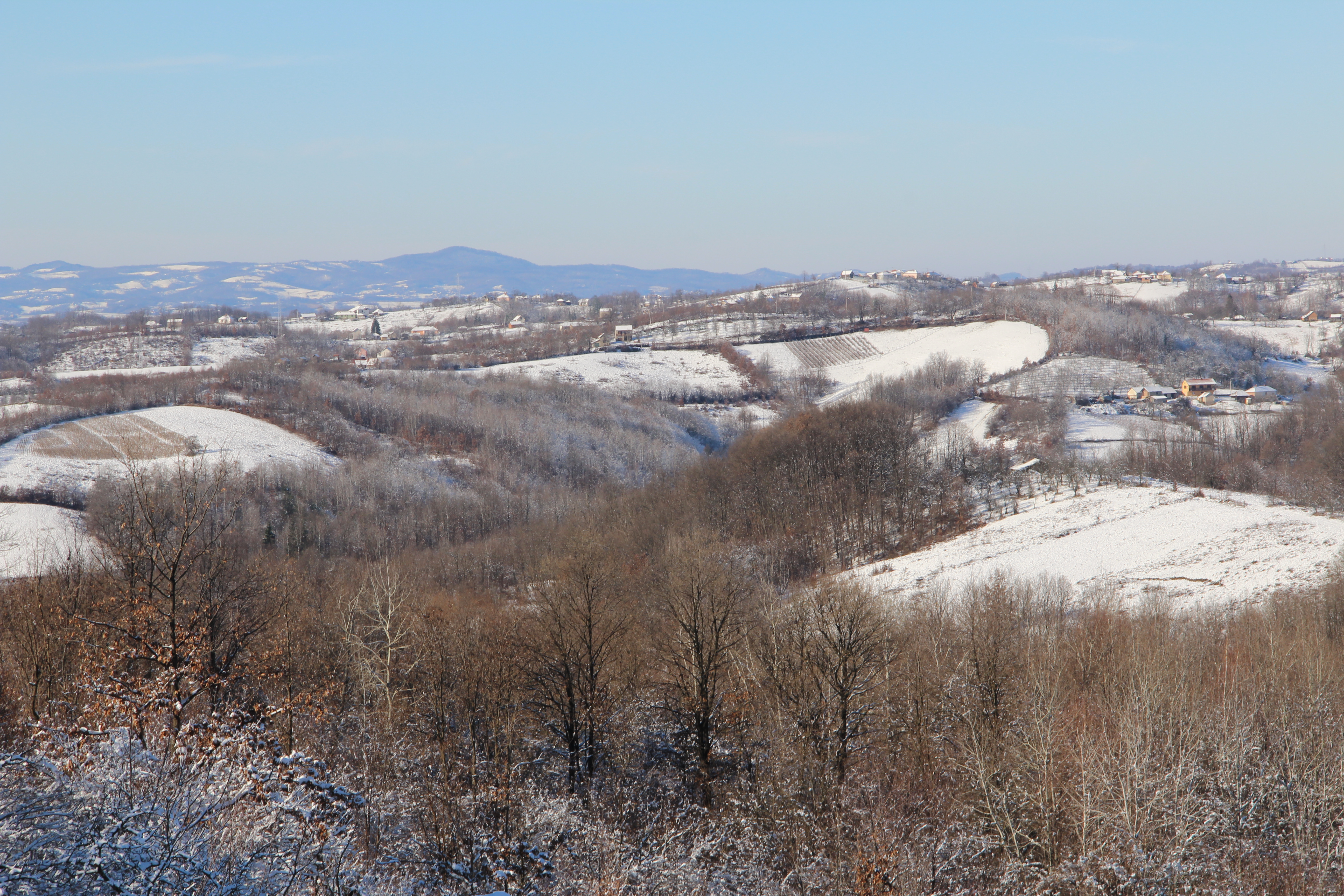
Tudjin - panorama
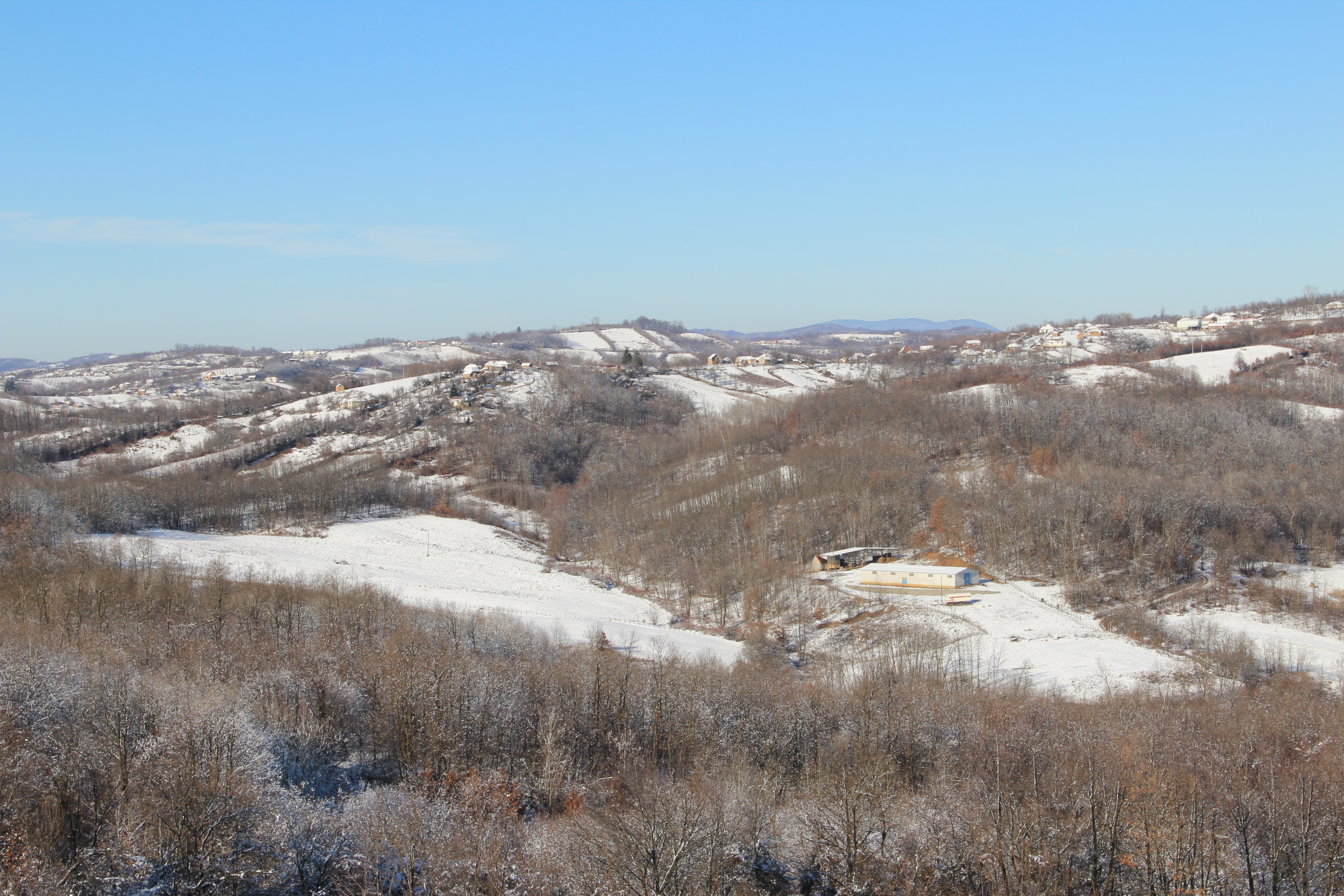
Tudjin - panorama
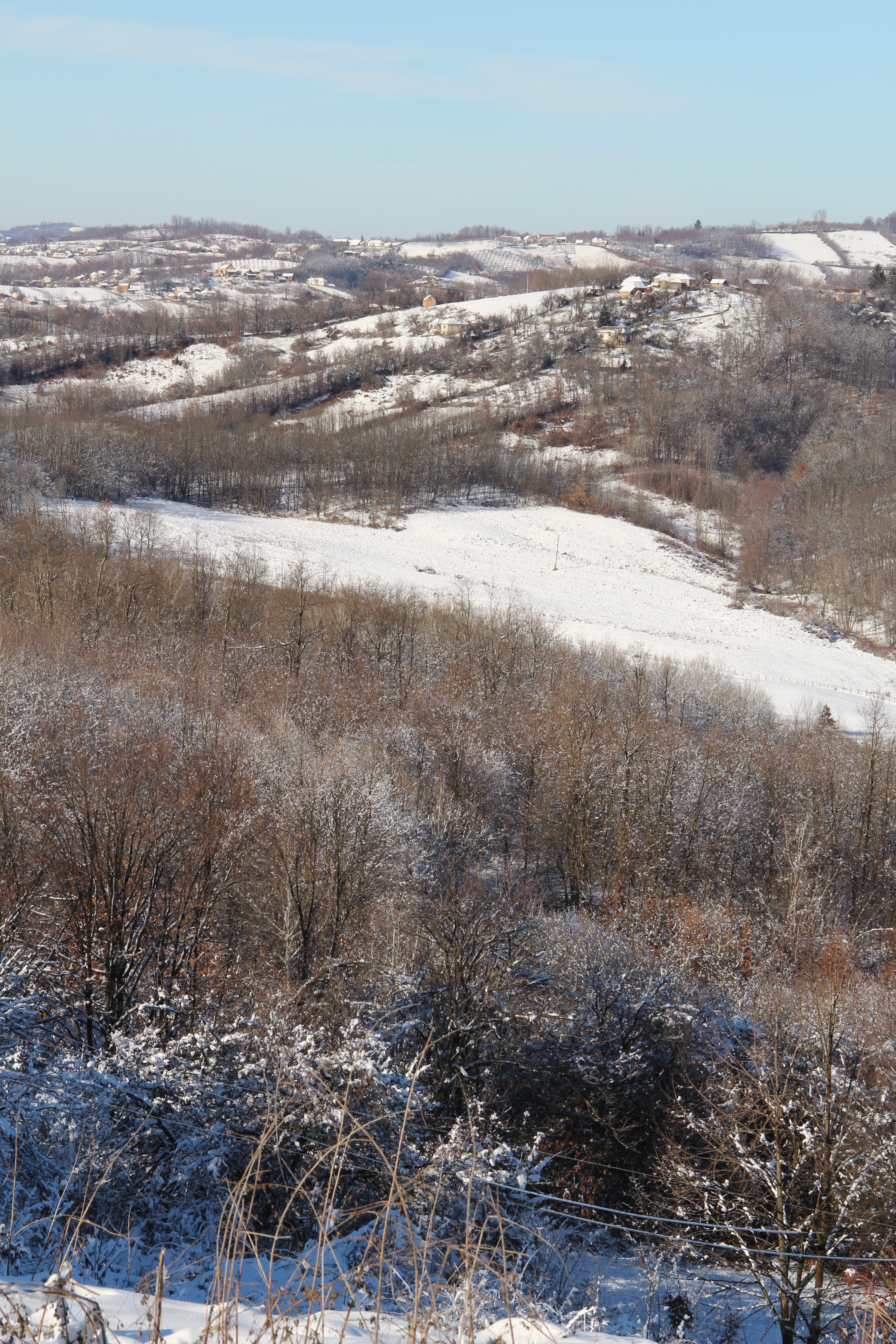
Tudjin - panorama
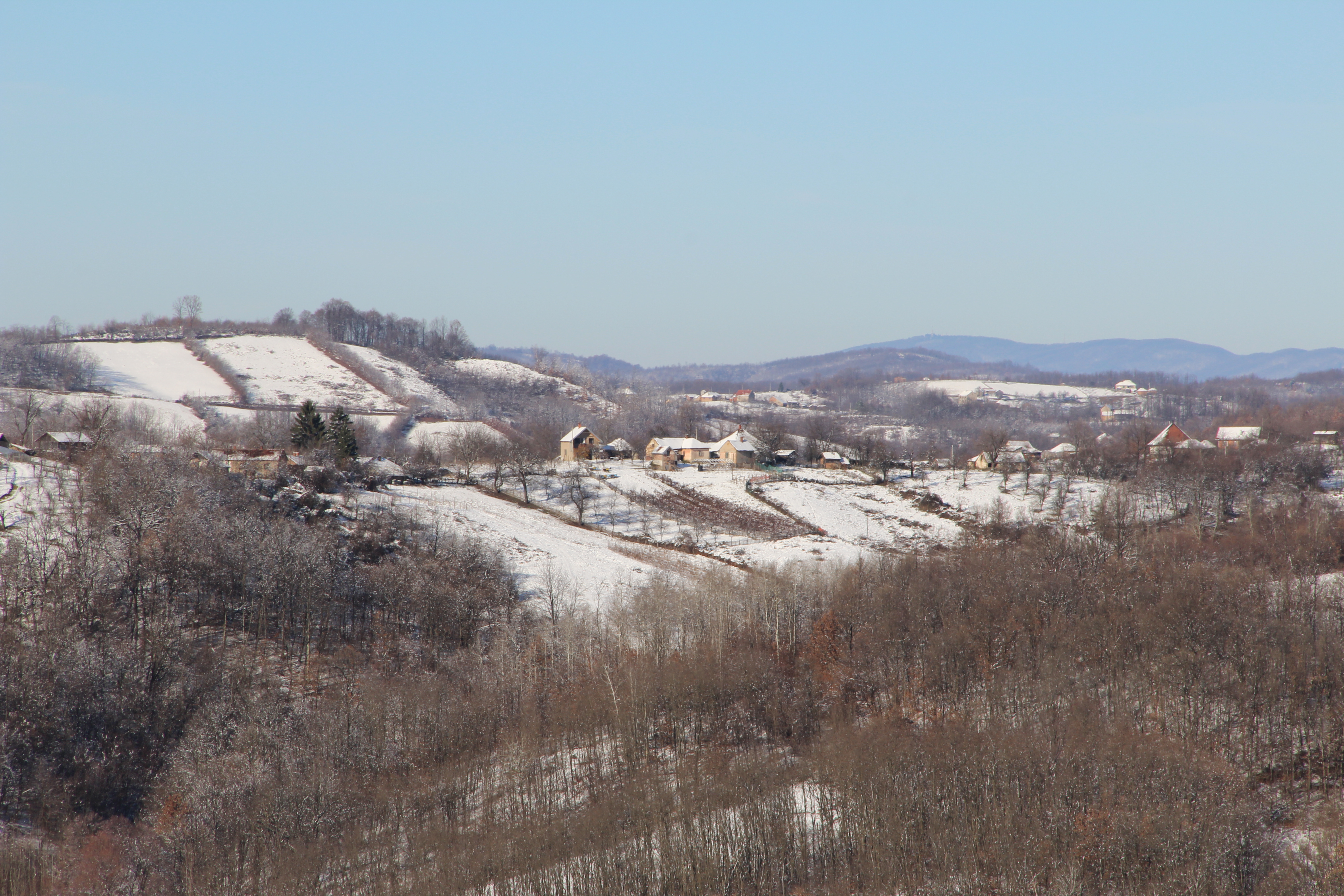
Tudjin - panorama
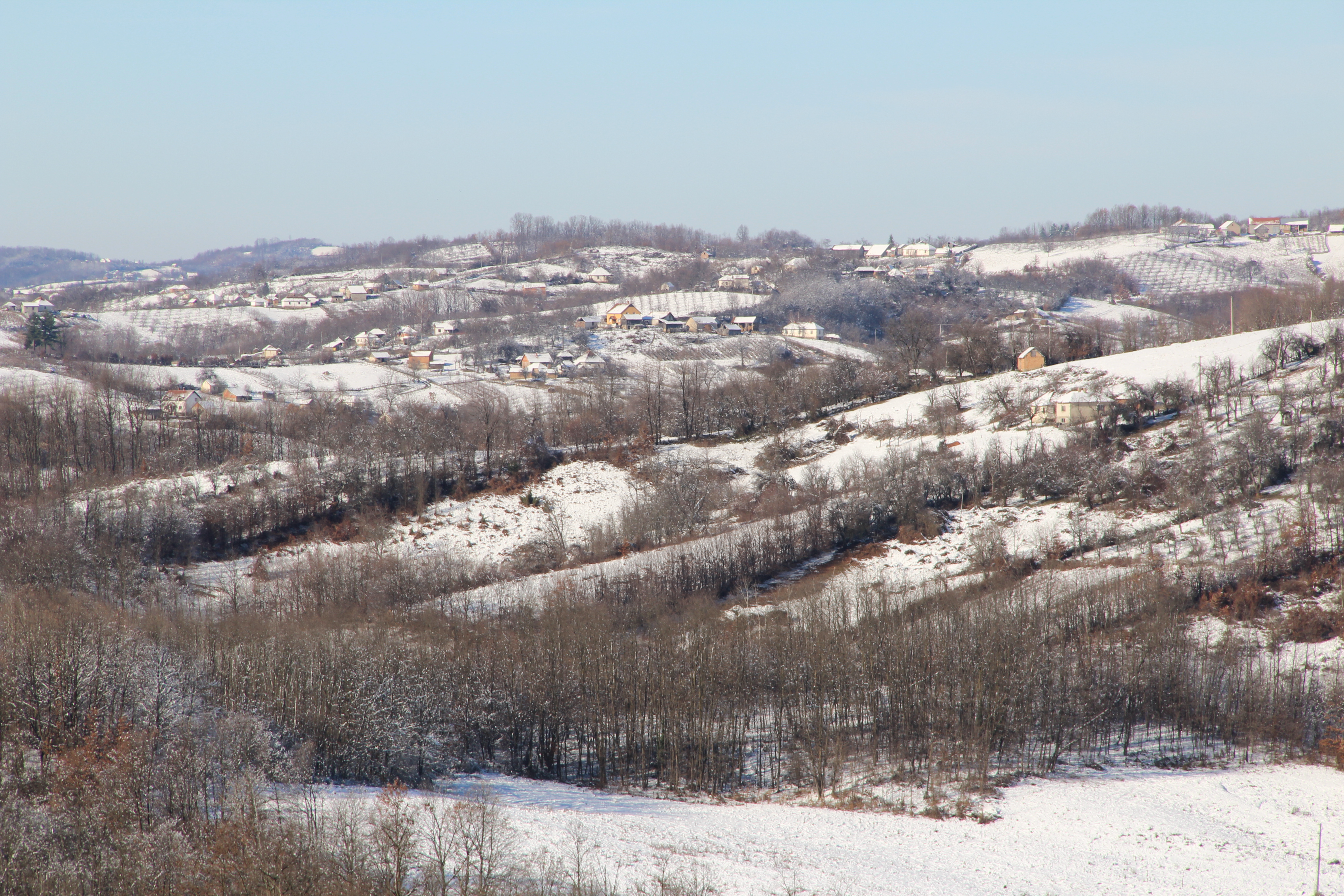
Tudjin - panorama

## Démographie
| 1948 | 1953 | 1961 | 1971 | 1981 | 1991 | 2002 | 2011 |
| ---- | ---- | ---- | ---- | ---- | ---- | ---- | ---- |
| 608  | 553  | 537  | 461  | 389  | 290  | 226  | 171  |

|  |